# Шамонина, Надежда Николаевна
Надежда Николаевна Шамонина, в замужестве Платонова (25 декабря 1861, Купянск Харьковской губ. — 13 июня 1928, Ленинград) — переводчик, биограф писательницы Н. С. Кохановской (Соханской). Супруга, соратница и единомышленница историка С. Ф. Платонова.

## Биография
Происходила из дворянской среды — Шамонины были записаны в тамбовское дворянство. Отец — Николай Иванович Шамонин, отставной капитан, мать — Надежда Дмитриевна Шамонина (урождённая Башкирцева). Брат — российский педагог Николай Шамонин.
С начала 70-х годов XIX в. семья Шамониных обосновалась в Москве.
Надежда Николаевна училась в 1873—1881 гг. в московской классической гимназии С. Н. Фишер. В 1879 г., по окончании VI класса гимназии, Надежда Николаевна Шамонина получает свидетельство на звание домашней наставницы, а в 1880 г. с отличием заканчивает гимназию.
В 1881 г. Надежда Николаевна поступила на историко-филологическое отделение Высших женских (Бестужевских) курсов. По отзыву В. Г. Дружинина «По знаниям и способностям она была „звездочкой“ на Курсах, прекрасно владела древними языками». В 1886 году она окончила словесное отделение, представив сочинение по философии на тему «Этические взгляды Аристотеля в его Этике и Риторике».
В июне 1885 года вышла замуж за Сергея Фёдоровича Платонова, несмотря на многообещающие первые научные успехи, Надежда Николаевна была вынуждена посвятить себя семейным делам — в мае 1886 года родилась дочь Нина, в сентябре 1888 года — дочь Вера, в июне 1890 года — Наталья, в июле 1897 года — Мария, в августе 1899 года — сын Михаил. Дети успешно учились, в 1909 году Вера, НАдежда и Нина получили звание домашних учительниц, по оокнчании гимназии поступили на Бестужевские курсы.
Надежда Николаевна скончалась 13 июня 1928 г. Похоронена на Смоленском православном кладбище в Санкт-Петербурге рядом с сыновьями, младенцами Сергеем и Алексеем.

## Семья
В июне 1885 г. вышла замуж за Сергея Федоровича Платонова, в браке с которым имела девять детей, из которых трое — двое сыновей и дочь — скончались в детском возрасте. До совершеннолетия дожили шестеро детей:
- Нина (26.05.1886 — 11.01.1942, Ленинград)
- Вера (11.09.1888 — 1944, Куйбышев), в замужестве Шамонина
- Надежда (18.06.1890 — 1965), в замужестве Краевич
- Наталия (01.07.1894 — май 1942, Ленинград), в замужестве Измайлова
- Мария (23.07.1897 — 21.01.1942, Ленинград)
- Михаил (14.08.1899 — март 1942) — профессор химии Ленинградского технологического института, расстрелян в марте 1942 года.

## Переводы
- Аристотель. Риторика // ЖМНП. 1893. № 1. С. 10-48 отд. паг.; современное переиздание: Античные риторики. М.: Издательство МГУ, 1978, с. 15-164.

## Признание
В 1909 году ей была присуждена Ахматовская премия Академии наук за ряд статей и книг о писательнице Н. С. Кохановской (Соханской).